# Pjotr Nikolajewitsch Gorlow

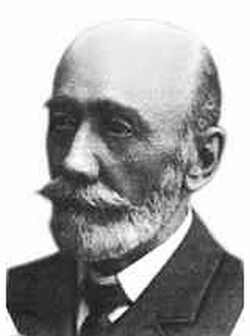
Pjotr Nikolajewitsch Gorlow (1904)

Pjotr Nikolajewitsch Gorlow (russisch Пётр Николаевич Горлов; * 11. Maijul. / 23. Mai 1839greg. in Irkutsk; † 7. Novemberjul. / 20. November 1915greg. in Petrograd) war ein russischer Geologe und Bergbauingenieur.

## Leben
Gorlows Vater Nikolai Gorlow war Wirklicher Staatsrat (4. Rangklasse), Vorsitzender der Gouvernementsverwaltung Irkutsk, Freund Michail Speranskis und Gawriil Batenkows, Gründer einer sibirischen Freimaurerloge und Unterstützer der Ideen der Dekabristen.
Gorlow besuchte in Moskau das II. Moskauer Gymnasium bis 1852, um dann in St. Petersburg ins Bergingenieurkadettenkorps einzutreten. Er studierte am Institut des Bergingenieurkorps mit Abschluss 1859 mit Goldmedaille.
Nach dem Abschluss des Studiums wurde Gorlow eine Stelle in der Russischen Gesellschaft für Dampfschifffahrt und Handel zugewiesen, wo er die Praxis der Bergbau-Angelegenheiten kennenlernte. 1864 wurde Gorlow Junior-Assistent des Inspektors der Bergbau-Industrie in der Donkosaken-Region. Später wurde er Leiter des II. Bergbau-Bezirks. Für das Gruschewski-Steinkohle-Bergwerk erstellte er die Wasserhaltung. In seiner Freizeit legte er den ersten geologischen Atlas der Lagerstätte an, den später Gregor von Helmersen für seine Schichtkarten der Kohlelagerstätten des Donbass benutzte.
Nach dem Abschluss der Arbeiten in Grischewski wurde Gorlow von dem Eisenbahnkönig Samuil Poljakow angestellt, um den Bau der Kursk-Charkow-Asow-Bahn im Donbass zu leiten. Bei den vorbereitenden Prospektionsarbeiten am Fluss Korsun bei Korsun entdeckte er eine reiche Kohlelagerstätte. Nach weiterer Exploration schlug er der Unternehmensleitung den dortigen Kohleabbau vor, um künftig die Lokomotiven mit preiswerter hochwertiger Kohle versorgen zu können. Bald wurden mit Bauern der benachbarten Siedlungen zwei Schächte abgeteuft, und eine Pferdebahn wurde angelegt. 1869 wurde der Eisenbahnverkehr auf der Strecke Charkow – Slawjansk – Taganrog mit Anschluss an das russische Eisenbahnnetz feierlich eröffnet, so dass die Kohle im In- und Ausland vermarktet werden konnte.
1869–1871 leitete Gorlow den Bau des Steinkohle-Bergwerks in Makejewka. Daneben führte er Prospektíonsarbeiten in Taganrog durch. Er empfahl Poljakow den Bau einer Eisenhütte an der Korsun-Lagerstätte, da zwischen den Kohleschichten Eisenerz lagerte. Ab 1871 leitete Gorlow den Bau der Hütte, für deren Versorgung mit Kohle ein eigenes Bergwerk erstellt wurde. In Belgien kaufte Gorlow die nötigen Ausrüstungen, und 1874 wurde der Betrieb aufgenommen. Er entwickelte ein System für den Kohleabbau in steil abfallenden Flözen, das auch heute noch verbreitet ist. 1872 entstand dort eine Arbeitersiedlung, in der sich auch die Geschäftsführung befand und die den Namen Gorlowka erhielt. Auf der Weltausstellung 1873 in Wien zeigte Poljakow Kohle aus der Korsun-Grube, um Investoren anzulocken. 1875 wurde eine Eisenbahnverbindung zum Bahnhof Korsun gebaut.
Die Prospektionen wurden fortgeführt, und weitere Bergwerke wurden gebaut. In Gorlowka sorgte Gorlow für die nötige Infrastruktur, so dass eine Volksbibliothek, ein Krankenhaus, Kirchen, Schulen und eine Baumschule für Obst- und Zierpflanzen entstanden. Auf einer Sitzung der von Poljakow gegründeten Südrussischen Steinkohleindustrie-Aktiengesellschaft schlug Gorlow die Gründung einer Schule für die Ausbildung des benötigten Fachpersonals vor. Im Auftrag der Gesellschaft errichtete er eine Bergbau-Schule für ein vierjähriges kostenpflichtiges Studium, in die auf Empfehlung einflussreicher Personen Kinder von Bergleuten, 'Beamten und Priestern aufgenommen werden konnten. Er suchte selbst das Lehrpersonal aus und gab 200 Bücher in die Schulbibliothek. Im August 1878 wurde die Poljakow-Bergbauschule als erste Technik-Bildungseinrichtung im Donbass feierlich eröffnet. Gorlow wurde zum Staatsrat ernannt (5. Rangklasse). Im August 1883 unterschrieb er nach einem Unglück im Korsun-Bergwerk auf Bitten von Freunden einen Wechsel über eine hohe Summe für den Kauf einer neuen Pumpe, der ihn dann fast ruinierte. Nach der Einlösung des Wechsels ließ er sich mit seiner Familie in Charkow nieder.

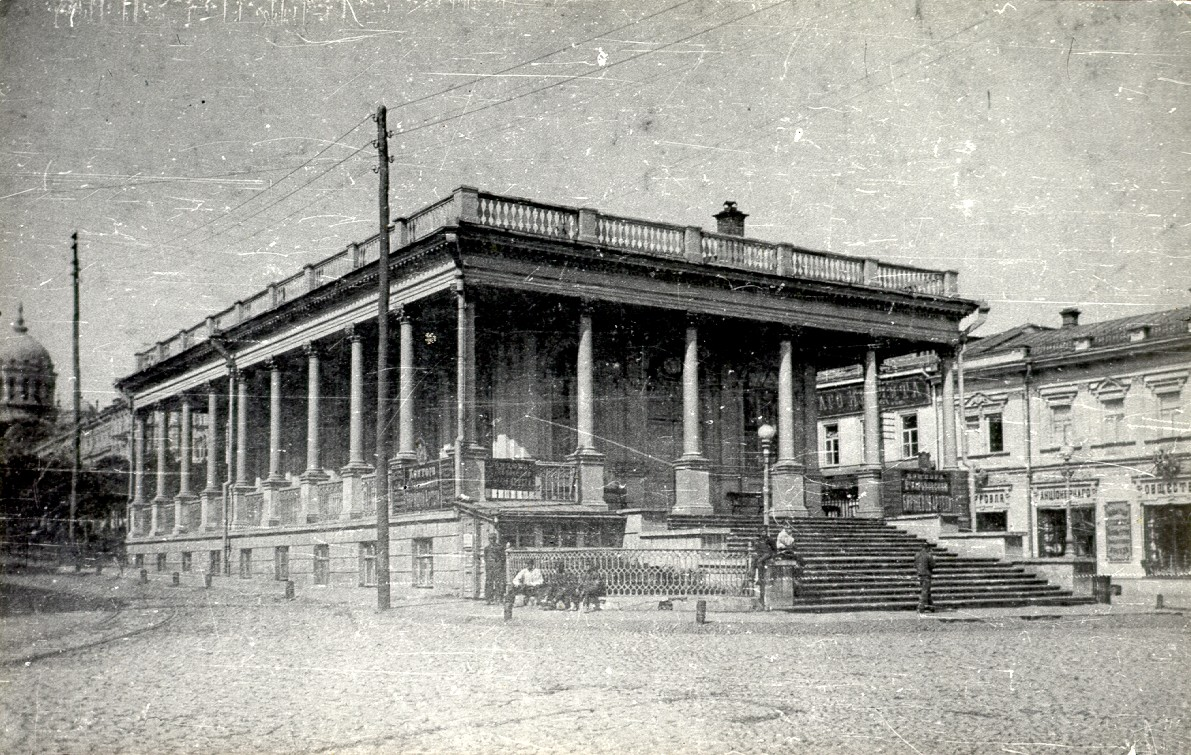
Charkower Börse

In Charkow beteiligte sich Gorlow an den Gründungen vieler Aktiengesellschaften und wurde in die Stadtduma gewählt. Nach seinem Projekt wurden Gebäude für die städtische Börse und die Stadtverwaltung gebaut und eine Wasserversorgung und eine Pferdebahn eingerichtet. 1885 ging er in Pension, blieb aber weiter aktiv.
Im Kaukasus explorierte Gorlow die Tqibuli-Lagerstätte. Für die Ussuri-Eisenbahn projektierte er 1892–1895 befestigte Bahndämme auf Schwemmebenen. 1894 entdeckte er bei Wladiwostok Kohlevorkommen, die zu der späteren Spassk-Dalni-Braunkohle-Lagerstätte gehörten. Auf seine Initiative wurde in Wladiwostok eine Filiale der Kaiserlichen Russischen Technischen Gesellschaft eingerichtet, die er dann leitete, bis er 1901 nach Zentralasien ging. Er bearbeitete Probleme der Wasserversorgung und erschloss Wasserquellen. In Tschardschou führte er die Filtration des Wassers durch den Sandboden ein. Er untersuchte die Schadensfälle an der Eisenbahnstrecke Orenburg – Taschkent und zeigte, dass der Bau einer Umgehungsstrecke nicht zweckmäßig sei.
Im Russisch-Japanischen Krieg 1904–1905 fuhr Gorlow auf Einladung der Regierung in die Mandschurei und trug zur Weiterentwicklung der Kohleindustrie bei. 1909 kehrte er nach Wladiwostok zurück und beriet die Bergbau-Industrie der Region. Auch bearbeitete er das Problem der Wasserversorgung St. Petersburgs. Er lebte dann in St. Petersburg und begann mit der Abfassung seines Werks über die Geschichte des Bergbaus im Donezk-Gebiet und bei Kertsch, das nie vollständig veröffentlicht wurde.

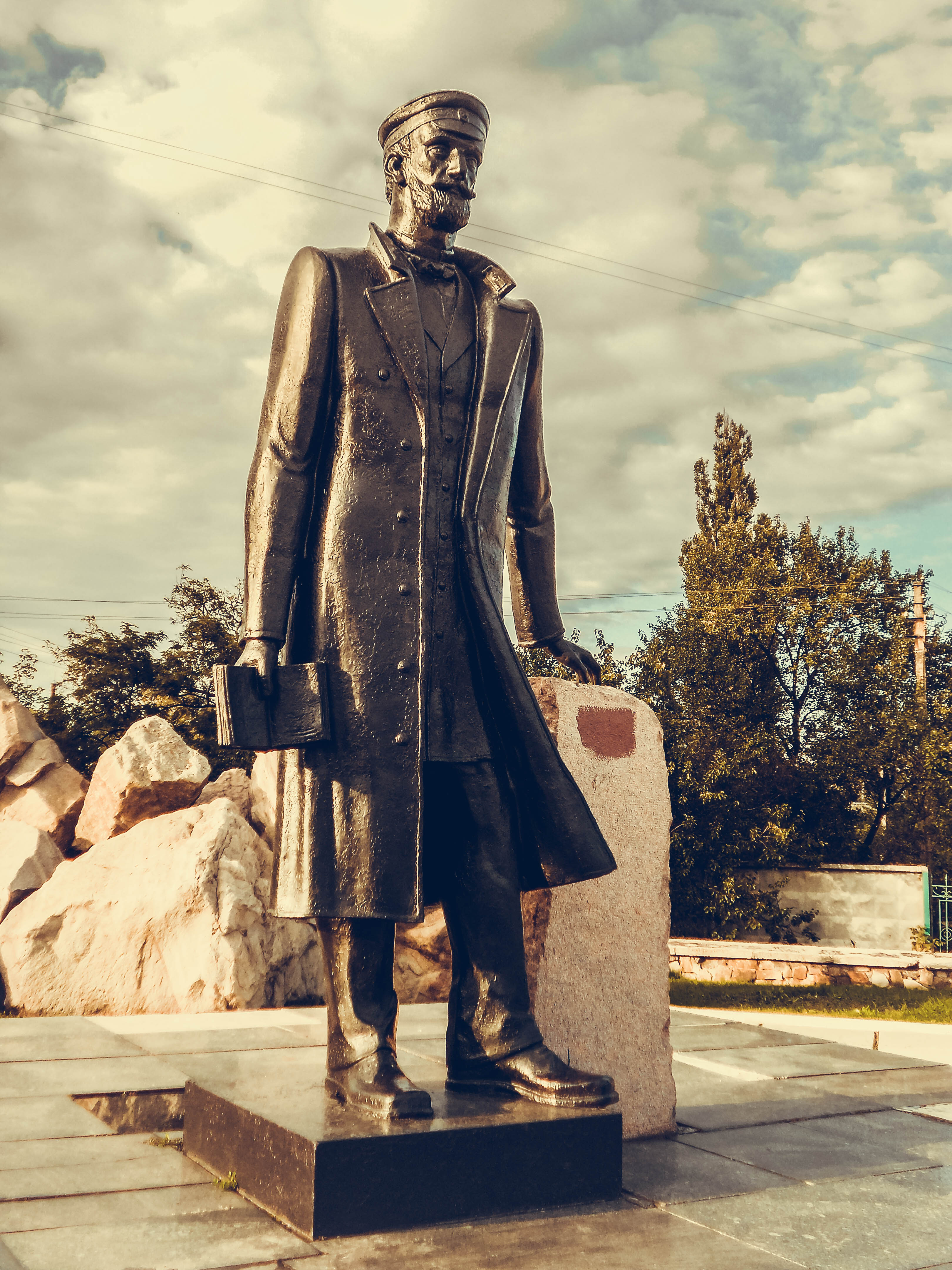
Gorlow-Denkmal (Petro Antyp, 1999), Gorlowka

Gorlow starb an einer Lungenentzündung in Petrograd am 20. November 1915 und wurde in Krasnoje Selo begraben. Die Kirche mit dem Friedhof von Krasnoje Selo wurde in den 1930er Jahren zerstört.
Der Grafiker, Bildhauer und Tierbildner Dmitri Gorlow (1899–1988) war Gorlows Enkel.
Eine Gruppe von Bergsteigern aus Gorlowka, Kiew und Moskau benannten als Erstbesteiger 1889 einen Gebirgspass im Südausläufer des Transalaigebirges und 1991 einen Pass im Ostteil des zentralen Tian Shan nach Gorlow.

## Ehrungen
- Russischer Orden der Heiligen Anna II. Klasse
- Sankt-Stanislaus-Orden II. Klasse